# Come into My World
„Come into My World“ je píseň australské popové zpěvačky Kylie Minogue, která byla vydána na jejím osmém studiovém albu Fever. Píseň vyšla jako poslední singl alba 2. listopad 2002. Jejími autory a producenty jsou Cathy Dennis a Rob Davis.

## Formáty a seznam skladeb
Kanadská edice
1. „Come into My World“ (Single Version) – 4:07
2. „Come into My World“ (Ficsherspooner Mix) – 4:28

CD 1 – britská edice
1. „Come into My World“ (Single Version) – 4:07
2. „Come into My World“ (Ashtrax Mix) – 5:02
3. „Come into My World“ (Robbie Rivera's Hard and Sexy Mix) – 7:01
4. „Come into My World“ (Video)

CD 2 – britská edice
1. „Come into My World“ (Single Version) – 4:07
2. „Love at First Sight“ (Live Version 2002 Edit) – 4:19
3. „Fever“ (Live Version 2002) – 3:43

DVD – britská edice
1. „Come into My World“ (Kylie Fever Live Video) – 6:12
2. The Making of „Come into My World“
3. „Come into My World“ (Ficsherspooner Mix Slow)

## Hitparáda
| Země                | Umístění |
| ------------------- | -------- |
| Austrálie           | 4.       |
| Belgie (Flandry)    | 35.      |
| Dánsko              | 15.      |
| Francie             | 78.      |
| Německo             | 47.      |
| Itálie              | 13.      |
| Nizozemí            | 35.      |
| Nový Zéland         | 20.      |
| Rakousko            | 59.      |
| Španělsko           | 15.      |
| Velká Británie      | 8.       |
| Billboard Hot 100   | 91.      |
| Hot Dance Club Play | 20.      |